# ان‌سی‌بی
ان‌سی‌بی (انگلیسی: National Coal Board) شرکت دولتی زغال‌سنگ بریتانیایی است، که در سال ۱۹۴۶ تأسیس شد.